# Sixpence (hovedbeklædning)
 For alternative betydninger, se Sixpence. (Se også artikler, som begynder med Sixpence)
En sixpence er i Danmark en flad, blød kasket, som ofte syet i tweed. Den blev oprindeligt anvendt af mænd til frilufts- og arbejdsliv i 1900-tallet.
Den blev til i 1500-tallet i England, hvor man for at igangsætte forbruget og dermed handlen med uld fastslog Det Britiske Parlament, at alle mænd og drenge over seks år skulle bære en kasket i uld på søndage og ved helligdage. Kasketten skulle være lavet fra bunden af engelske producenter og solgt på det engelske marked, så salg af uld-kasketter kunne få en positiv effekt på hele det engelske produktionsapparat.

## Navnet
I England, hvor hatten stammer fra, omtales hatten som "flat cap". Ordet sixpence har sin oprindelse i, at hatten oprindeligt blev syet samme af seks stykker stof, hvilket på engelsk hedder "six pieces". I dag sælges hatten stadig i nogle butikker som "six-pieces cap"  Dette blev i Danmark  fejlfortolket til sixpence, selvom det er navnet på en engelsk mønt og intet har med hatten at gøre. Det er kun i Danmark og Norge, at hatten kaldes sixpence. Nedenfor ses andre navne:

### På engelsk
- Ascot cap (sixpence med stivere pull, også kaldt Cuffley cap)
- Bunnet (i Skotland)
- Button top
- Cabby Cap ("taxachauffør-kasket", i USA)
- Cheese-cutter (i New Zealand og Canada)
- Cloth cap (i Storbritannien)
- Conductor's hat
- Dai cap (i Wales)
- Derby cap
- Driving cap eller Drivers cap ("chauffør-kasket", i USA)
- Flat hat (i Storbritannien)
- Foreskin Cap ("forhuds-kasket", i Vestcanada)
- Golf cap ("golfkasket")
- Grandpa cap (bedstefar-kasket, i Australien)
- Halibut cap ("Helleflynder-kasket")
- Hogans cap
- Irish cap
- Ivy cap (i USA)
- Jeff cap
- Newsboy cap ("avisdreng-kasket")
- Baker Boy
- Apple Cap
- Eight Panel
- Jay Gatsby (opkaldt efter Den store Gatsby)
- Fisherman's cap ("fisker-kasket")
- Longshoreman's hat {"havnearbejder-kasket")
- Lundberg Stetson (opkaldt blandt andet efter stetsonene)
- Paddy cap - i Irland
- Phatty Hat
- Scally cap (i Nordamerika)
- Scone bunnet
- Skip Cap (i Canada)
- Slap cap (i USA)
- Mr T's Jazz cap
- Touring cap - i USA
- Windsor cap

### På andre sprog
- Kollur - på Færøerne
- Batschkapp - i Hessen, i området om Frankfurt
- Casquette - i Frankrig
- Coppola - på Sisilien
- Froschmütze ("frø-kasket") - i Schaiblishausen, en landsby nær Ulm i Tyskland
- Gubb-mössa eller Gubb-keps - i Sverige
- Klak - i Flandern
- Kaszkiet [kashkeet] - i Polen
- Kepka - i Rusland
- Schiebermütze ("sortbørshandler-kasket" eller "formands-kasket")- i Tyskland
- Sixpence eller sikspens - i Danmark og Norge
- Trayaska (???) - i Grækenland
- Ya-she-mao (???) - i Kina